# Talamantes (Chihuahua)
Talamantes es una población del estado mexicano de Chihuahua, que se encuentra localizado en el sur del mismo, formando parte de municipio de Allende.

## Localización y demografía
Talamantes, que en ocasiones es referido como Tamalantes de Arriba, se encuentra ubicado en el centro-oeste del territorio municipal, a unos siete kilómetros al suroeste de la cabecera municipal, Valle de Allende. Sus coordenadas geográficas son 26°54′50″N 105°26′08″O / 26.91389, -105.43556 y a una altitud de 1 625 sobre el nivel del mar. Su entorno es mayoritariamente llano y se encuentra localizado en la rivera del río Valle de Allende.
De acuerdo al Censo de Población y Vivienda realizado en 2020 por el Instituto Nacional de Estadística y Geografía, Talamantes tiene una población total de 430 habitantes, de los que 204 son mujeres y 226 son varones.

## Historia
El origen de la actual población de Talamantes fue la hacienda del mismo nombre. En sus inmediaciones, el 18 de enero de 1860 se libró la acción de guerra que pasaría a la historia con el nombre de Batalla de Talamantes. En esta batalla —parte de la guerra de Reforma— se enfrentaron las fuerzas liberales chihuahuenses encabezadas por el capitán Octaviano López, con una guerrilla conservadora procedente del estado de Durango que eran denominados como «los tulices» y que lidereados por Domingo Cajén, pretendían dominar Chihuahua para el bando conservador. En la batalla resultaron derrotadas las fuerzas liberales, muriendo el capitán López y muchos de sus hombres. En su memoria, la cercana población de Atotonilco pasó a denominarse Villa López, como hasta hoy, y en la ciudad de Chihuahua fue construida la glorieta y monumento de Talamantes.
En el mismo punto el 14 de julio siguiente, Cajén al frente de sus fuerzas volvió a derrotar a los liberales chihuahenses esta vez encabezados por José Merino; permitiendo a Cajén avanzar sin oposición hasta la capital del estado.